# Mirage (Band)
Mirage war eine Visual Kei-Indie-Band unter dem Label von Matina, die im Jahr 1997 gegründet und 2000 aufgelöst wurde.

## Geschichte
Bei der Entstehung 1997 setzte sich die Band aus Sänger Tomo (ex. Sense of Shape), den beiden Gitarristen Yayoi (ex. Sense of Shape) und Rui, Kisaki (ex. La:Sadie’s) am Bass und Schlagzeuger Hiro (ex. L~Cyfer), der seinen Namen später in Ayame änderte, zusammen.
Am 7. April erschien en:Rouge, ihr erstes Demotape. Es folgten die Maxi-Singles Silhouette, Syndrome und Genesis…. Im August brachten sie das Demotape Mirage raus und begannen danach ihre Tournee.
Das Mini-Album Arcadia, das kurze Zeit später erschien, war sehr erfolgreich und kam bei den Fans gut an. Daraufhin wurde die Maxi-Single 流星 (Ryūsei) mit drei Songs veröffentlicht. Während ihrer Konzerte verteilten sie zwei weitere Demotapes: 黒の楽園 (Kuro no rakuen) und 赤の楽園 (Aka no rakuen). Am 21. Mai 1998 veröffentlichten Mirage Rain, die letzte Maxi-Single mit Tomo als Sänger, die ebenfalls drei Titel beinhaltet.
Daraufhin verließ Tomo die Band, wurde aber schon kurze Zeit später durch Akira (ex. L~Cyfer) ersetzt, mit dessen Einstieg die Band etwas härter, düsterer wurde und die Stücke weniger melodisch wurden. Der erste offizielle Veröffentlichung mit Akira war die Single GRAVE~古エノ眠リ~ (Grave ~Koe no nemuri~). Am 23. Dezember 1998 erschien Risk en Eve. Dieses Mini-Album ist eine der erfolgreichsten Veröffentlichungen aus Mirage’s Diskografie, mit Songs wie Bacteria, Feeling Melody oder Risk en Eve. Die nächste Single …Air erschien im Sommer 1999, diesmal nur mit zwei Liedern.
Während die Gruppe ein neues Video Death and Rebirth herausbrachte, waren schon Gerüchte über eine mögliche Trennung im Umlauf. Schließlich trennte sich die Band im Januar 2000, veröffentlichte aber noch im Februar die Box to Escape, die ein Live-Video und eine CD enthielt.

## Diskografie

### Alben und Mini-Alben
- 1997: Arcadia
- 1998: Risk en Eve
- 2000: To Escape (Special Memorial Box)
- 2007: Best Collection 1997~2000

### Demotapes
- 1997: 公認海賊盤#1
- 1997: 百花繚乱 (Hyakka ryōran)
- 1997: Refuse (Zusammenarbeit mit NéiL)
- 1997: en:Rouge
- 1997: Cradle of Labyrinth
- 1997: 公認海賊盤#1 -2nd Press-
- 1997: Solitude ××× -最終夜-
- 1998: 黒の楽園 (Kuro no rakuen)
- 1998: 赤の楽園 (Aka no rakuen)
- 1998: 摩天楼の囁き (Matenrō no sasayaki)
- 1998: 摩天楼の囁き -New Version-

### Singles
- 1997: Silhouette
- 1997: Syndrome
- 1997: Genesis…
- 1997: 流星 (Ryuusei)
- 1998: Rain
- 1998: Grave ~古エノ眠リ~ (Grave ~Koe no nemuri~)
- 1999: …Air
- 2000: Escape

### Beiträge für Sampler
- 1997: The End Of The Century Rockers IV (百花繚乱 -Remix Version-)
- 1997: New Age Culture ~第一楽章~ (Silence)
- 1997: Black Market 1997 Vol.2 (Cradle of Labyrinth ~Type B~)
- 1997: Super InD’s Vol.I -関西編- (Death Mania)
- 1998: Face of Soleil (Silence)
- 2000: image Type. A (Fear Nalsis (Live Version))
- 2000: image Type. B (Escape (Live Version))
- 2003: Matina 1997~2002 (Cross)